# Rio Caeté (Pará)
Der Rio Caeté ist ein Fluss im Nordosten des brasilianischen Bundesstaates Pará. Der Name Caeté wird mit dem gleichlautenden Namen eines Indianerstammes in Verbindung gebracht.

## Geographie
Der Rio Caeté entspringt etwa 8 Kilometer südlich von Bonito und durchläuft die Bragança-Viseu-Senke, bevor er nordöstlich von Bragança in den Atlantik mündet. Das Ästuar des Flusses ist Teil eines ausgedehnten Mangrovengürtels, der sich von der Bucht von Marajó bis in die Region der Lençóis Maranhenses im Bundesstaat Maranhão erstreckt. Oberhalb des Einflussbereichs der Gezeiten säumt ein schmaler, meist weniger als 800 m breiter Streifen Wald den Fluss bis in den Bereich des Oberlaufs bei Bonito; das Umland ist weitgehend entwaldet. Der Caeté ist bei Flut für kleinere Schiffe bis zum Hafen von Bragança schiffbar. Straßenbrücken überqueren den Caeté in Bragança, Nova Mocajuba und bei Capanema.
A. Gorayeb macht folgende Angaben: Das Caeté-Becken hat eine Fläche von 2.195 km², der Hauptfluss hat von den Quellen (Gemeinde Bonito) bis zur Mündung (Gemeinden Bragança und Augusto Corrêa) eine Länge von 149 km und mündet in die Caeté-Urumajó-Bucht.